# Ictèria
La ictèria (Icteria virens) és l'única espècie d'ocell del gènere Icteria Vieillot, 1808 i la família Icteriidae Baird, 1858.

## Hàbitat i distribució
Viu a la vegetació secundària, matolls, sotabosc dels boscos de rivera i altres, des del sud de Colúmbia Britànica, cap a l'est, a través del sud del Canadà fins al sud d'Ontario, centre de Nova York i centre de Nova Anglaterra i cap al sud fins Baixa Califòrnia, centre de Mèxic, costa del Golf i nord de Florida.

## Taxonomia
Considerada antany una espècie Incertae sedis, el Congrés Ornitològic Internacional l'ubica a una nova família: Icteriidae, arran els treballs de Barker et al. 2015